# Konstantin Dalassenos

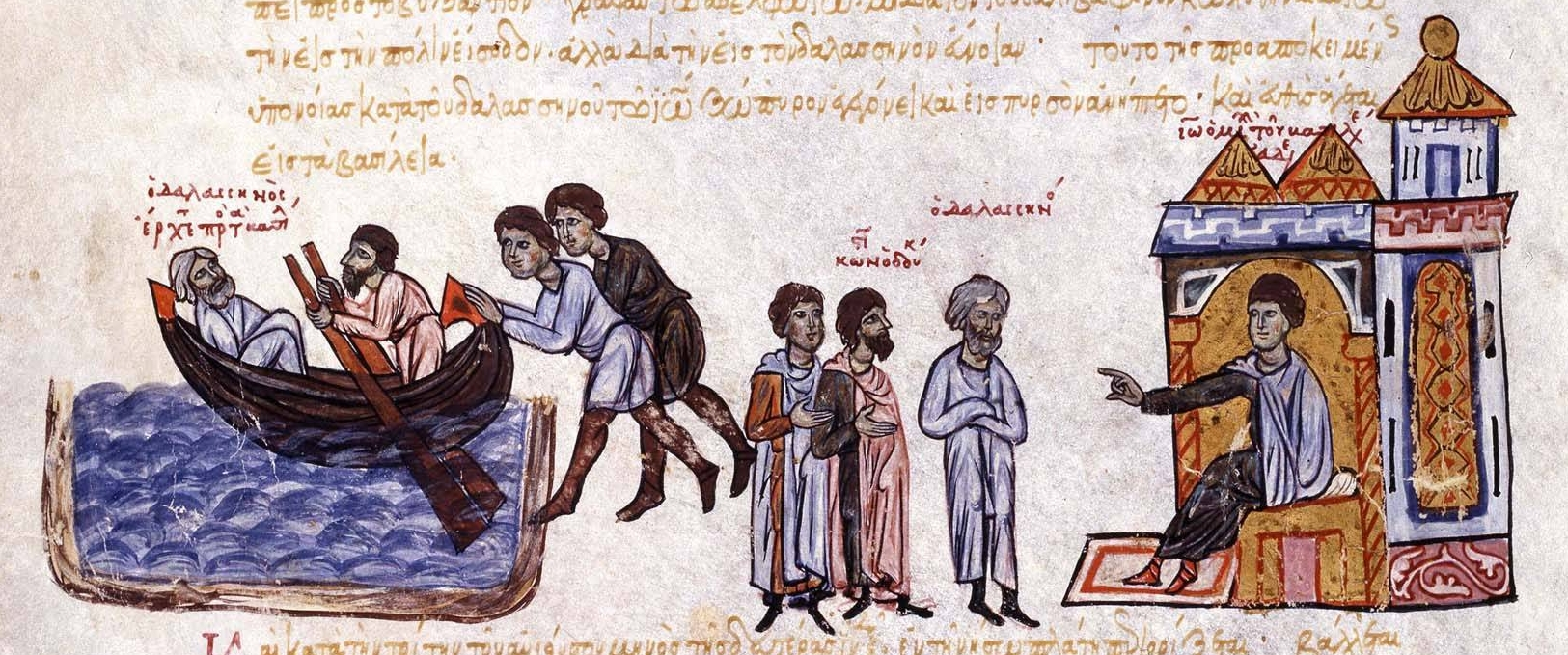
Johannes Orphanotrophos verbannt Konstantin Dalassenos auf die Insel Plati. Miniatur aus der Madrider Bilderhandschrift des Skylitzes

Konstantin Dalassenos (mittelgriechisch Κωνσταντίνος Δαλασσηνός; * um 970/980; † nach August 1042) war ein byzantinischer General und im Oktober/November 1028 kurzzeitig  Thronfolger des Kaisers Konstantin VIII.

## Leben
Der Patrikios Konstantin Dalassenos war ein Sohn des Dux von Antiochia Damianos Dalassenos, der 998 bei Apameia in einer Schlacht gegen die Fatimiden fiel. Konstantin und sein Bruder Theophylaktos wurden gefangen genommen und zehn Jahre in Kairo als Geiseln festgehalten, bis sie vom Byzantinischen Reich freigekauft wurden. Konstantin schlug anschließend wie sein Vater die Militärlaufbahn ein; etwa Anfang 1024 ernannte ihn Kaiser Basileios II. zum Katepan von Antiochia.
Als Basileios’ II. Bruder und Nachfolger Konstantin VIII. im Herbst 1028 im Sterben lag, wurde Konstantin Dalassenos, der zu dieser Zeit als Privatmann auf seinem Landsitz im Thema Armeniakon lebte, zum Ehemann für die Kaisertochter Zoe bestimmt. Da der Kaiser keinen männlichen Erben hatte, avancierte Konstantin damit zu dessen präsumtivem Thronfolger. Ein Eunuch überbrachte ihm als Bote die Aufforderung, bei Hofe in Konstantinopel zu erscheinen. Doch noch bevor Konstantin die Hauptstadt erreichte, überlegten es sich die Berater des todkranken Kaisers anders und setzten stattdessen den Stadtpräfekten Romanos Argyros als kaiserlichen Schwiegersohn und Thronerben durch, da sie diesen für leichter kontrollierbar hielten.
Auch unter den Kaisern Romanos III., Michael IV. und Michael V. hatte Konstantin Dalassenos wichtige Kommandos inne, darunter bei dem Feldzug nach Nordsyrien, der für die Byzantiner im August 1030 mit der schweren Niederlage bei Azaz endete. Im Zusammenhang mit der Rebellion des Elpidios Brachamios im Sommer 1034 in Antiochia wurde Konstantin verdächtigt, eine Usurpation gegen den neuen Kaiser Michael IV. zu planen. Der Parakoimomenos Johannes Orphanotrophos, der den potenziellen Rivalen  bereits zuvor unter Sicherheitsgarantien nach Konstantinopel gelockt hatte, verbannte ihn auf die Prinzeninsel Plati im Marmarameer und ließ ihn später, um eine Flucht zu verhindern, in einem Turm der Theodosianischen Mauer einsperren. Während seiner Gefangenschaft unterhielt er angeblich eine heimliche Beziehung zu Kaiserin Zoe. Diese soll nach dem Tod Michaels V. am 24. August 1042 erwogen haben, Konstantin doch noch zu heiraten, entschied sich dann aber für den jüngeren Konstantin Monomachos.
Zeitpunkt und Umstände des Todes Konstantins sind unbekannt. Eine namentlich nicht bekannte Tochter war die erste Ehefrau des späteren Kaisers Konstantin Dukas.